# Limotettix finitimus
Limotettix finitimus är en insektsart som beskrevs av Van Duzee 1925. Limotettix finitimus ingår i släktet Limotettix och familjen dvärgstritar. Inga underarter finns listade i Catalogue of Life.